# Krystal Meyers
Krystal Meyers (31 luglio 1988) è una cantante statunitense.

## Carriera
Ha iniziato a cantare a due anni, mentre a dieci scriveva già canzoni e a tredici suonava la chitarra acustica. Poco dopo, a soli sedici anni, ha pubblicato il suo primo album, Krystal Meyers. Ha scritto tutti i pezzi del suo disco e ha anche suonato la chitarra. Il suo secondo album, Dying for a Heart, è uscito il 19 settembre 2006, mentre il terzo, Make some noise è uscito il 9 settembre 2008.

## Discografia

### Album studio
- 2005 - Krystal Meyers
- 2006 - Dying for a Heart
- 2008 - Make Some Noise

### Singoli
- 2004 - The Way to Begin (#1 Christian CHR Charts)
- 2005 - My Savior (#8 Christian CHR Charts)
- 2005 - Anticonformity (#1 Christian Rock Charts, #1 Giappone)
- 2006 - Fire (#4 Christian CHR Charts)
- 2006 - Collide (#6 Christian Rock Charts, #1 Giappone)
- 2006 - The Beauty of Grace (#11 Christian Rock Charts, #2 Giappone)
- 2006 - Hallelujah
- 2007 - Love Is on the Run
- 2007 - Situation
- 2008 - Make some noise
- 2008 - Love It Away
- 2008 - My freedom

### Maxi CD
- 2004 - The Way to Begin
- 2006 - Collide

Canzoni non presenti sui dischi
- King of Angels (feat. Josh Brown) - tratta da Come Let Us Adore Him

## DVD e video musicali

### DVD
- 2007 - Anticonformity
  - Sarà pubblicato separatamente come un CD dal vivo e un DVD. Il CD conterrà performance acustiche come materiale bonus; il DVD conterrà i video della cantante.

### Video musicali
- 2005 - Anticonformity
- 2006 - Fire
- 2006 - The Beauty of Grace
- 2006 - Hallelujah
- 2007 - Love Is on the Run (non ancora confermato)
- 2007 - Situation (non ancora confermato)